# Калинковичи (станция)
Кали́нковичи — станция в Калинковичах. Калинковичский узел включает в себя станции: Калинковичи-Восточные, Калинковичи-Западные, Калинковичи-Южные и о.п. Дубровичи. Сама станция имеет 2 парка: Полесский и Подольский. Пассажирское здание расположено в Полесском парке. Пассажирские и пригородные поезда прибывают и отправляются с 1-3 путей.

## Дальнее следование по станции
| № поезда |  | Маршрут движения | № поезда | Маршрут движения |
| -------- |  | ---------------- | -------- | ---------------- |
| 603      |  | Гомель — Брест   | 604      | Брест — Гомель   |
| 605      |  | Полоцк — Брест   | 606      | Брест — Полоцк   |
| 609      |  | Гомель — Гродно  | 610      | Гродно — Гомель  |
| 621      |  | Гомель — Минск   | 622      | Минск — Гомель   |
| 675      |  | Брест — Гомель   | 676      | Гомель — Брест   |
| 631      |  | Гомель — Гродно  | 632      | Гродно—Гомель    |
| 875      |  | Минск— Мозырь    | 876      | Мозырь— Минск    |

## Пригородное сообщение
На пригородных поездах можно доехать до: Жлобина, Словечно, Гомеля, Житковичей, Хойников.
- Дизель-поезд ДР1Б-503 на станции